# Uşangi Kokauri
Uşangi Kokauri (né le 10 janvier 1992) est un judoka azerbaïdjanais d'origine géorgienne, dans la catégorie des plus de 100 kg.
Il remporte la médaille d'argent des championnats du monde de judo 2018 dans la catégorie des plus de 100 kg.